# Шейно
Ше́йно (рос. Шейно) — село у складі Пачелмського району Пензенської області, Росія.
Населення — 590 осіб (2010; 734 у 2002).
Національний склад станом на 2002 рік:
- росіяни — 99 %